# La congiura (Igor Sibaldi)
La congiura, romanzo del 1994 dello scrittore Igor Sibaldi, narra di un immaginario colpo di Stato durante il passaggio di poteri da Gorbacev a El'tsin. Il romanzo è basato anche su tecniche di influenzamento a distanza e remote viewing studiate fin dagli anni Settanta da CIA e KGB.

## Edizioni
- Igor Sibaldi, La congiura, A. Mondadori, Milano 1994